# Flaggen der Legion Condor
Die Flaggen der Legion Condor waren die in der Zeit von Mitte 1936 bis zum Jahr 1939 verwendeten Flaggen und Wimpel des im Spanischen Bürgerkrieg operierenden deutschen Verbandes.

## Kraftfahrzeug-Flaggen
Da es sich bei der Legion Condor um einen streng geheimen Verband der deutschen Wehrmacht handelte, trat dieser nie offen als solcher auf. Abzeichen an Fahrzeugen beziehungsweise Flugzeugen wurden so gewählt, dass möglichst keinerlei Verbindung zur Wehrmacht hergestellt werden konnte. Dies betraf auch die von der Legion verwendeten Flaggen und Wimpel. So gab es zwar keine legionsumfassende gemeinsame Fahne oder sonstige Beflaggung; um jedoch während der Kampfhandlungen durch Kommandoflaggen eindeutig identifizierbar zu sein, wurden eine Reihe von Fahrzeugflaggen beziehungsweise  -wimpeln eingeführt, bei denen die spanischen Grundfarben Rot und Gelb vorherrschten.
Der Befehlshaber der Legion Condor erhielt einen 40 × 30 cm großen Stander, der diagonal in Dreiecke geviertelt war, oben und unten in Gelb, links und rechts in Rot. Im oberen Dreieck befand sich in schwarzen lateinischen Buchstaben die Aufschrift „LEGION“, im unteren die Aufschrift „CONDOR“.
Für den Chef des Stabes wurde ein 40 × 30 cm großer Stander eingeführt, der Rot-Gelb-Rot jeweils in gleicher Breite quergestreift war. Im oberen Streifen befand sich die Aufschrift „Legion Condor“, im mittleren die Aufschrift „CHEF“, sowie im unteren die Bezeichnung „E.M.“, was für Estado Mayor (dt.:Generalstab) stand. Alle Inschriften waren ebenfalls in Schwarz ausgeführt.
Abweichend von diesem Stander benutzte Wolfram von Richthofen in seiner Eigenschaft als Stabschef von Januar bis Oktober 1937 einen eigenen Stander. Dieser war ebenfalls Rot-Gelb-Rot quergestreift, jedoch befanden sich im mittleren Streifen drei goldfarbene Sterne. Aufschriften waren keine vorhanden.
Der Kommandeur der Artillerie erhielt den gleichen Stander, jedoch mit der mittig angebrachten, schwarzen Aufschrift „Legion Condor“.

Befehlshaber Legion Condor
Chef des Stabes
Stabschef General v. Richthofen
Kommandeur der Artillerie

Für die Kommandeure der Aufklärungstruppe, der Flugabwehrabteilung sowie der 1. Luftnachrichtenabteilung wurde ein 40 × 30 cm großer Wimpel eingeführt. Dieser war Rot-Gelb-Rot quergestreift und trug im mittleren Streifen die Bezeichnung in Schwarz. Diese war für die Aufklärungstruppe „A88“, für die Flugabwehrabteilung „F/88“ sowie für die 1. Luftnachrichtenabteilung „1./Ln-88“.

Kommandeur Aufklärungstruppe
Kommandeur Flugabwehrabteilung
Kommandeur Luftnachrichtenabteilung

Auch Abteilungsstäbe erhielten einen Wimpel zugeteilt, der nach dem Muster Waffenfarbe-Schwarz-Waffenfarbe hergestellt wurde. Im mittleren, schwarzen Streifen befand sich in weißer Schrift die Bezeichnung „Legion Condor“. Wimpel wurden geführt von der Panzerabteilung (Waffenfarbe=Rosa), der Flakartillerie (Rot), der Fliegertruppe (Goldgelb), sowie der Nachrichtentruppe (Goldbraun). Die Wimpel wurden jedoch auch ohne die Aufschrift „Legion Condor“ verwendet.

Abteilungsstab Panzer
Abteilungsstab Flakartillerie
Abteilungsstab Fliegertruppe
Abteilungsstab Nachrichtentruppe

## Die Fahne der Legion Condor

Fahne der Legion Condor (linke Seite)

Fahne der Legion Condor (rechte Seite)

Aus Geheimhaltungsgründen wurde zunächst keine gemeinsame Legionsfahne geführt. Dies änderte sich erst nach Abschluss der Kampfhandlungen, als General Franco eine speziell für die Legion in Spanien hergestellte Fahne präsentierte. Sie wurde erstmals während der Parade in Barajas im April 1939 öffentlich gezeigt. Die als „Ehrenstandarte“ bezeichnete Fahne wurde auch während der Siegesparade in Madrid am 19. Mai 1939 sowie bei der Abschlussparade in León am 23. Mai 1939 von der Legion Condor mitgeführt. Nach der Rückkehr der Legion nach Deutschland wurde sie am 31. Mai 1939 bei der Ehrenparade in Hamburg und der Parade in Berlin am 6. Juni 1939 letztmals präsentiert. Die Legion Condor wurde anschließend aufgelöst, die Fahne zunächst am Ehrenmal Unter den Linden ausgestellt und schließlich am 8. Juni 1939 zu ihrem geplanten endgültigen Bestimmungsort, dem Luftfahrtministerium, gebracht. Dort wurde sie in der Fahnenhalle zur Schau gestellt. Als am Ende des Krieges die Rote Armee Berlin einnahm, wurden zahlreiche Wehrmachtfahnen, darunter diejenige der Legion Condor, erbeutet. Sie wurde zur Siegesparade nach Moskau gebracht und anschließend in das Museum der Roten Armee in Moskau überführt, wo sie bis zum heutigen Tage zu sehen ist.

### Beschreibung
Die aus Seide bestehende Fahne besaß eine unterschiedliche linke und rechte Seite. Das Fahnentuch maß 53 cm in der Breite sowie 52 cm in der Höhe.
Die linke Seite zeigte zentral aufgelegt ein schwarzes, silber gerändertes Eisernes Kreuz und auf dieses aufgelegt einen silberfarbenen Luftwaffenadler. Dem Eisernen Kreuz unterlegt waren vier gelbe, vom Zentrum ausgehende, nach außen verbreiterte Flächen zu sehen, die ein stilisiertes Propellerblatt darstellen sollten. Diese waren mit feinen schwarzen und goldenen Paspelierungen vom roten Feld abgegrenzt. In den vier Ecken der Fahne befanden sich vier unterschiedliche Symbole. Von links oben ausgehend waren dies im Uhrzeigersinn ein silberfarbener Luftwaffenadler, das Staatswappen Spaniens in der Version von 1938, die silberfarbenen, schwarz geränderten Buchstaben „L.C.“ (für Legion Condor), sowie das Emblem der Falange-Partei, fünf Pfeile von einem Joch gehalten, jeweils in Rot.
Die rechte Seite entsprach im Aussehen einer spanischen Regimentsfahne. Aufgelegt auf die spanischen Nationalfarben befand sich das spanische Staatswappen in der Version von 1938.
Drei Seiten der Fahne waren mit goldfarbenen Fransen verziert, die eine Länge von 3,5 cm hatten. Befestigt war die Fahne an einer braun polierten Fahnenstange mit Hilfe von fünf Schlaufen, die jeweils eine Länge von 6 cm besaßen. Die oberste Schlaufe wurde dabei mit Hilfe einer gelbfarbigen Schnur und einem Metallring an der Stange fixiert. Die Fahnenspitze bestand aus einem bronzefarbigen Luftwaffenadler der auf einem Hakenkreuz saß. Dieser hatte eine Spannweite von 24 cm und war 12,5 cm hoch. Die Basis des Adlers zeigte zwei ebenfalls bronzefarbene Eichenblätter. Die insgesamt 2 m lange Fahnenstange bestand aus zwei Teilen, die in der Mitte durch eine silberfarbene Manschette zusammengehalten wurden.
Mit Hilfe einer großen Schleife und gehalten durch eine gelbe Schnur wurden zwei Fahnenbanderolen an der Spitze befestigt. Eine der Banderolen wurde derart gebunden, dass sie 59 beziehungsweise 47 cm lange Enden bildete. Sie war in den spanischen Farben Rot-Gelb-Rot gehalten, wobei die Enden mit 3,5 cm langen goldfarbenen Fransen verziert waren. Die zweite Banderole war eigentlich ein Stück Medaillenband, wie es für die Spanische Militärmedaille getragen wurde. Das Medaillenband war weiß mit schmalen gelben Rändern, mittig befand sich ein gelbes Band, das beidseitig schmal rot eingefasst war. Die Enden des Medaillenbands waren 26 beziehungsweise 28 cm lang. Das längere Ende war mit 28 mm langen Goldfransen verziert, während die kürzere Seite die Spanische Militärmedaille in Silber trug.